# Lone Star Le Mans 2016
Navigation
Édition précédente
Le Lone Star Le Mans 2016 s'était déroulée du 14 septembre 2016 au 17 septembre 2016 sur le Circuit des Amériques. Il s'agissait de la onzième manche du championnat WeatherTech SportsCar Championship 2016.

## La course

### Classement de la course
Voici le classement officiel au terme de la course.
- Les premiers de chaque catégorie du championnat du monde sont signalés par un fond jaune.
- Pour la colonne Pneus, il faut passer le curseur au-dessus du modèle pour connaître le manufacturier de pneumatiques.

| Pos | Cat  | Pc | n°  | Équipe                         | Pilotes                                    | Châssis                       | Pneus | Tours |                     |
| Pos | Cat  | Pc | n°  | Équipe                         | Pilotes                                    | Moteur                        | Pneus | Tours |                     |
| --- | ---- | -- | --- | ------------------------------ | ------------------------------------------ | ----------------------------- | ----- | ----- | ------------------- |
| 1   | P    | 1  | 10  | Wayne Taylor Racing            | Ricky Taylor Jordan Taylor                 | Chevrolet Corvette DP         | C     | 75    | 2 h 41 min 55 s 076 |
| 1   | P    | 1  | 10  | Wayne Taylor Racing            | Ricky Taylor Jordan Taylor                 | Chevrolet LS9 5,5 l V8 Atmo   | C     | 75    | 2 h 41 min 55 s 076 |
| 2   | P    | 2  | 31  | Action Express Racing          | Dane Cameron Eric Curran                   | Chevrolet Corvette DP         | C     | 75    | + 1 s 421           |
| 2   | P    | 2  | 31  | Action Express Racing          | Dane Cameron Eric Curran                   | Chevrolet LS9 5,5 l V8 Atmo   | C     | 75    | + 1 s 421           |
| 3   | P    | 3  | 5   | Action Express Racing          | Christian Fittipaldi João Barbosa          | Chevrolet Corvette DP         | C     | 75    | + 47 s 256          |
| 3   | P    | 3  | 5   | Action Express Racing          | Christian Fittipaldi João Barbosa          | Chevrolet LS9 5,5 l V8 Atmo   | C     | 75    | + 47 s 256          |
| 4   | P    | 4  | 70  | Mazda Motorsports              | Joel Miller Tom Long                       | Lola B08/80                   | C     | 75    | + 1 min 46 s 420    |
| 4   | P    | 4  | 70  | Mazda Motorsports              | Joel Miller Tom Long                       | Mazda MZ-2.0T 2,0 l I4 Turbo  | C     | 75    | + 1 min 46 s 420    |
| 5   | PC   | 1  | 8   | Starworks Motorsport           | Alex Popow Renger van der Zande            | Oreca FLM09                   | C     | 74    | + 1 tour            |
| 5   | PC   | 1  | 8   | Starworks Motorsport           | Alex Popow Renger van der Zande            | Chevrolet 6,2 l V8 Atmo       | C     | 74    | + 1 tour            |
| 6   | PC   | 2  | 52  | PR1/Mathiasen Motorsports      | Robert Alon (en) Tom Kimber-Smith          | Oreca FLM09                   | C     | 74    | + 1 tour            |
| 6   | PC   | 2  | 52  | PR1/Mathiasen Motorsports      | Robert Alon (en) Tom Kimber-Smith          | Chevrolet 6,2 l V8 Atmo       | C     | 74    | + 1 tour            |
| 7   | PC   | 3  | 38  | Performance Tech Motorsports   | James French Nick Boulle                   | Oreca FLM09                   | C     | 74    | + 1 tour            |
| 7   | PC   | 3  | 38  | Performance Tech Motorsports   | James French Nick Boulle                   | Chevrolet 6,2 l V8 Atmo       | C     | 74    | + 1 tour            |
| 8   | P    | 5  | 0   | Panoz DeltaWing Racing         | Katherine Legge Sean Rayhall               | DeltaWing DWC13               | C     | 74    | + 1 tour            |
| 8   | P    | 5  | 0   | Panoz DeltaWing Racing         | Katherine Legge Sean Rayhall               | Élan 1,9 l I4 Turbo           | C     | 74    | + 1 tour            |
| 9   | PC   | 4  | 20  | BAR1 Motorsports               | Matt McMurry Bruno Junqueira               | Oreca FLM09                   | C     | 74    | + 1 tour            |
| 9   | PC   | 4  | 20  | BAR1 Motorsports               | Matt McMurry Bruno Junqueira               | Chevrolet 6,2 l V8 Atmo       | C     | 74    | + 1 tour            |
| 10  | GTLM | 1  | 912 | Porsche North America          | Earl Bamber Frédéric Makowiecki            | Porsche 911 RSR               | M     | 74    | + 1 tour            |
| 10  | GTLM | 1  | 912 | Porsche North America          | Earl Bamber Frédéric Makowiecki            | Porsche 4,0 l Flat-6 Atmo     | M     | 74    | + 1 tour            |
| 11  | PC   | 5  | 7   | Starworks Motorsport           | José Gutiérrez (en) Gustavo Yacamán        | Oreca FLM09                   | C     | 74    | + 1 tour            |
| 11  | PC   | 5  | 7   | Starworks Motorsport           | José Gutiérrez (en) Gustavo Yacamán        | Chevrolet 6,2 l V8 Atmo       | C     | 74    | + 1 tour            |
| 12  | GTLM | 2  | 911 | Porsche North America          | Patrick Pilet Nick Tandy                   | Porsche 911 RSR (991)         | M     | 74    | + 1 tour            |
| 12  | GTLM | 2  | 911 | Porsche North America          | Patrick Pilet Nick Tandy                   | Porsche 4,0 l Flat-6 Atmo     | M     | 74    | + 1 tour            |
| 13  | GTLM | 3  | 3   | Corvette Racing                | Antonio García Jan Magnussen               | Chevrolet Corvette C7.R       | M     | 74    | + 1 tour            |
| 13  | GTLM | 3  | 3   | Corvette Racing                | Antonio García Jan Magnussen               | Chevrolet LT5.5,5 l V8 Atmo   | M     | 74    | + 1 tour            |
| 14  | GTLM | 4  | 25  | BMW Team RLL                   | Bill Auberlen Dirk Werner                  | BMW M6 GTLM                   | M     | 73    | + 2 tours           |
| 14  | GTLM | 4  | 25  | BMW Team RLL                   | Bill Auberlen Dirk Werner                  | BMW 4,4 l V8 Turbo            | M     | 73    | + 2 tours           |
| 15  | GTLM | 5  | 4   | Corvette Racing                | Oliver Gavin Tommy Milner                  | Chevrolet Corvette C7.R       | M     | 73    | + 2 tours           |
| 15  | GTLM | 5  | 4   | Corvette Racing                | Oliver Gavin Tommy Milner                  | Chevrolet LT5.5 5,5 l V8 Atmo | M     | 73    | + 2 tours           |
| 16  | PC   | 6  | 85  | JDC-Miller Motorsports         | Misha Goikhberg Stephen Simpson            | Oreca FLM09                   | C     | 73    | + 2 tours           |
| 16  | PC   | 6  | 85  | JDC-Miller Motorsports         | Misha Goikhberg Stephen Simpson            | Chevrolet 6,2 l V8 Atmo       | C     | 73    | + 2 tours           |
| 17  | GTLM | 6  | 66  | Ford Chip Ganassi Racing       | Joey Hand Dirk Müller                      | Ford GT                       | M     | 73    | + 2 tours           |
| 17  | GTLM | 6  | 66  | Ford Chip Ganassi Racing       | Joey Hand Dirk Müller                      | Ford EcoBoost 3,5 l V6 Turbo  | M     | 73    | + 2 tours           |
| 18  | GTLM | 7  | 100 | BMW Team RLL                   | Lucas Luhr John Edwards                    | BMW M6 GTLM                   | M     | 73    | + 2 tours           |
| 18  | GTLM | 7  | 100 | BMW Team RLL                   | Lucas Luhr John Edwards                    | BMW 4,4 l V8 Turbo            | M     | 73    | + 2 tours           |
| 19  | GTLM | 8  | 62  | Risi Competizione              | Giancarlo Fisichella Toni Vilander         | Ferrari 488 GTE               | M     | 73    | + 2 tours           |
| 19  | GTLM | 8  | 62  | Risi Competizione              | Giancarlo Fisichella Toni Vilander         | Ferrari F154CB 3,9 l V8 Turbo | M     | 73    | + 2 tours           |
| 20  | PC   | 7  | 26  | BAR1 Motorsports               | Don Yount John Falb                        | Oreca FLM09                   | C     | 73    | + 2 tours           |
| 20  | PC   | 7  | 26  | BAR1 Motorsports               | Don Yount John Falb                        | Chevrolet 6,2 l V8 Atmo       | C     | 73    | + 2 tours           |
| 21  | P    | 6  | 60  | Michael Shank Racing           | John Pew (en) Oswaldo Negri Jr.            | Ligier JS P2                  | C     | 72    | + 3 tours           |
| 21  | P    | 6  | 60  | Michael Shank Racing           | John Pew (en) Oswaldo Negri Jr.            | Honda HR35TT 3,5 l V6 Turbo   | C     | 72    | + 3 tours           |
| 22  | GTD  | 1  | 96  | Turner Motorsport              | Bret Curtis Jens Klingmann                 | BMW M6 GT3                    | C     | 71    | + 4 tours           |
| 22  | GTD  | 1  | 96  | Turner Motorsport              | Bret Curtis Jens Klingmann                 | BMW 4,4 l V8 Turbo            | C     | 71    | + 4 tours           |
| 23  | GTD  | 2  | 48  | Paul Miller Racing             | Bryan Sellers Madison Snow                 | Lamborghini Huracán GT3       | C     | 71    | + 4 tours           |
| 23  | GTD  | 2  | 48  | Paul Miller Racing             | Bryan Sellers Madison Snow                 | Lamborghini 5,2 l V10 Atmo    | C     | 71    | + 4 tours           |
| 24  | GTD  | 3  | 63  | Scuderia Corsa                 | Christina Nielsen Alessandro Balzan        | Ferrari 458 Italia GT3        | C     | 71    | + 4 tours           |
| 24  | GTD  | 3  | 63  | Scuderia Corsa                 | Christina Nielsen Alessandro Balzan        | Ferrari 4,5 l V8 Atmo         | C     | 71    | + 4 tours           |
| 25  | GTD  | 4  | 44  | Magnus Racing                  | John Potter Andy Lally                     | Audi R8 LMS                   | C     | 71    | + 4 tours           |
| 25  | GTD  | 4  | 44  | Magnus Racing                  | John Potter Andy Lally                     | Audi 5,0 l V10 Atmo           | C     | 71    | + 4 tours           |
| 26  | GTD  | 5  | 73  | Park Place Motorsports         | Patrick Lindsey Jörg Bergmeister           | Porsche 911 GT3 R (991)       | C     | 71    | + 4 tours           |
| 26  | GTD  | 5  | 73  | Park Place Motorsports         | Patrick Lindsey Jörg Bergmeister           | Porsche 4,0 l Flat-6 Atmo     | C     | 71    | + 4 tours           |
| 27  | GTD  | 6  | 007 | TRG-AMR                        | David Calvert-Jones Ben Barker             | Aston Martin V12 Vantage GT3  | C     | 71    | + 4 tours           |
| 27  | GTD  | 6  | 007 | TRG-AMR                        | David Calvert-Jones Ben Barker             | Aston Martin 6,0 L V12 Atmo   | C     | 71    | + 4 tours           |
| 28  | GTD  | 7  | 23  | Team Seattle / Alex Job Racing | Mario Farnbacher Alex Riberas              | Porsche 911 GT3 R (991)       | C     | 70    | + 5 tours           |
| 28  | GTD  | 7  | 23  | Team Seattle / Alex Job Racing | Mario Farnbacher Alex Riberas              | Porsche 4,0 l Flat-6 Atmo     | C     | 70    | + 5 tours           |
| 29  | GTD  | 8  | 80  | Lone Star Racing               | Dan Knox Mike Skeen (en)                   | Dodge Viper GT3-R             |       | 70    | + 5 tours           |
| 29  | GTD  | 8  | 80  | Lone Star Racing               | Dan Knox Mike Skeen (en)                   | Viper 8,4 l V10 Atmo          |       | 70    | + 5 tours           |
| 30  | GTD  | 9  | 16  | Change Racing                  | Spencer Pumpelly Corey Lewis               | Lamborghini Huracán GT3       | C     | 70    | + 5 tours           |
| 30  | GTD  | 9  | 16  | Change Racing                  | Spencer Pumpelly Corey Lewis               | Lamborghini 5,2 l V10 Atmo    | C     | 70    | + 5 tours           |
| 31  | GTD  | 10 | 6   | Stevenson Motorsports          | Robin Liddell Andrew Davis                 | Audi R8 LMS                   | C     | 70    | + 5 tours           |
| 31  | GTD  | 10 | 6   | Stevenson Motorsports          | Robin Liddell Andrew Davis                 | Audi 5,0 l V10 Atmo           | C     | 70    | + 5 tours           |
| 32  | GTD  | 11 | 27  | Dream Racing Motorsport        | Paolo Ruberti Luca Persiani (en)           | Lamborghini Huracán GT3       | C     | 70    | + 5 tours           |
| 32  | GTD  | 11 | 27  | Dream Racing Motorsport        | Paolo Ruberti Luca Persiani (en)           | Lamborghini 5,2 l V10 Atmo    | C     | 70    | + 5 tours           |
| 33  | GTD  | 12 | 9   | Stevenson Motorsports          | Matt Bell (en) Lawson Aschenbach           | Audi R8 LMS                   | C     | 70    | + 5 tours           |
| 33  | GTD  | 12 | 9   | Stevenson Motorsports          | Matt Bell (en) Lawson Aschenbach           | Audi 5,0 l V10 Atmo           | C     | 70    | + 5 tours           |
| 34  | GTD  | 13 | 33  | Riley Motorsports              | Ben Keating Jeroen Bleekemolen             | Dodge Viper GT3-R             | C     | 67    | + 8 tours           |
| 34  | GTD  | 13 | 33  | Riley Motorsports              | Ben Keating Jeroen Bleekemolen             | Viper 8,4 l V10 Atmo          | C     | 67    | + 8 tours           |
| 35  | PC   | 8  | 88  | Starworks Motorsport           | Mark Kvamme Richard Bradley                | Oreca FLM09                   | C     | 65    | + 10 tours          |
| 35  | PC   | 8  | 88  | Starworks Motorsport           | Mark Kvamme Richard Bradley                | Chevrolet 6,2 l V8 Atmo       | C     | 65    | + 10 tours          |
| 36  | GTLM | 9  | 67  | Ford Chip Ganassi Racing       | Ryan Briscoe Richard Westbrook Scott Dixon | Ford GT                       | M     | 61    | + 14 tours          |
| 36  | GTLM | 9  | 67  | Ford Chip Ganassi Racing       | Ryan Briscoe Richard Westbrook Scott Dixon | Ford EcoBoost 3,5 l V6 Turbo  | M     | 61    | + 14 tours          |
| 37  | GTD  | 14 | 97  | Turner Motorsport              | Michael Marsal (pl) Markus Palttala        | BMW M6 GT3                    | C     | 58    | + 17 tours          |
| 37  | GTD  | 14 | 97  | Turner Motorsport              | Michael Marsal (pl) Markus Palttala        | BMW 4,4 l V8 Turbo            | C     | 58    | + 17 tours          |
| 38  | P    | 7  | 90  | VisitFlorida.com Racing        | Ryan Dalziel Marc Goossens                 | Chevrolet Corvette DP         | C     | 39    | + 36 tours          |
| 38  | P    | 7  | 90  | VisitFlorida.com Racing        | Ryan Dalziel Marc Goossens                 | Chevrolet LS9 5,5 l V8 Atmo   | C     | 39    | + 36 tours          |
| 39  | P    | 8  | 55  | Mazda Motorsports              | Jonathan Bomarito Tristan Nunez            | Lola B08/80                   | C     | 35    | Abandon             |
| 39  | P    | 8  | 55  | Mazda Motorsports              | Jonathan Bomarito Tristan Nunez            | Mazda MZ-2.0T 2,0 l I4 Turbo  | C     | 35    | Abandon             |

## Pole position et record du tour
- Pole position :  Ricky Taylor (#10 Wayne Taylor Racing) en 1 min 58 s 712
- Meilleur tour en course :  Ricky Taylor (#10 Wayne Taylor Racing) en 1 min 58 s 721

## Tours en tête
- no 10 Chevrolet Corvette DP - Konica Minolta Wayne Taylor Racing :   73 tours (1-18 / 20-48 / 50-75)[2]
- no 5 Chevrolet Corvette DP - Action Express Racing :  1 tour (19)
- no 31 Chevrolet Corvette DP - Action Express Racing :  1 tour (49)

## À noter
- Longueur du circuit : 3,4 mi
- Distance parcourue par les vainqueurs : 255 mi